# Мария Ольгердовна
Мари́я Ольге́рдовна (около 1363 — после 1382) ― дочь великого князя литовского Ольгерда от второго брака с Иулианией Тверской. Около 1379 года была выдана своим братом великим князем литовским Ягайло замуж за его фаворита Войдило. В 1381 году во время Гражданской войны в Великом княжестве Литовском 1381—1384 годов Войдило был казнён дядей Марии князем Кейстутом. Во второй раз была выдана за князя Давида. По мнению Юзефа Вольфа, поддержанному в том числе Яном Тенговским, вторым мужем Марии был городецкий князь Давид Дмитрович, о чём свидетельствует запись Любецком синодике, в котором Давид Дмитриевич упоминается вместе со своей женой Марией. Последний раз в документах Давид упоминается в 1418 году в качестве первого перечисленного свидетеля Витовта в документе, изданном Гжегожу Шипу. Единственным сыном Дмитрия и Марии был Митка (Дмитрий), названный сестричем Свидригайло в документе от 1451 года. Дата смерти Марии неизвестна даже примерно.
Князья Лукомские считали, что их род происходил от сестры Ягайло. Этой сестрой могла быть только Мария. По мнению Леонтия Войтовича, Лукомские происходили от второго брака Марии с Давидом Дмитриевичем.